# Xanthoparmelia conglomerata
Xanthoparmelia conglomerata är en lavart som beskrevs av Canêz & Marcelli. Xanthoparmelia conglomerata ingår i släktet Xanthoparmelia och familjen Parmeliaceae.   Inga underarter finns listade i Catalogue of Life.